# Phyllogomphoides bifasciatus
Phyllogomphoides bifasciatus är en trollsländeart som först beskrevs av Hagen in Selys 1878.  Phyllogomphoides bifasciatus ingår i släktet Phyllogomphoides och familjen flodtrollsländor. Inga underarter finns listade i Catalogue of Life.